# Ім Тон Хьон
У цьому корейському імені прізвище (Ім) стоїть перед особовим ім'ям.
Ім Тон Хьон (кор. 임동현, 林東賢, Im Dong-hyeon, Im Dong-Hyun, 12 травня 1985) — південнокорейський лучник, олімпійський чемпіон.
Ім Тон Хьон має дуже поганий зір (гострота зору: 20/200 (0,10) — ліве око, 20/100 (0,20) — праве око)[джерело?].

## Досягнення
Чемпіон світу: 2003 (команда), 2007 (команда та індивідуальні), 2009 (команда)
Срібний призер чемпіонату світу: 2003 (індивідуальні), 2009 (індивідуальні)
Переможець Азійських ігор: 2002 (команда), 2006 (команда та індивідуальні), 2010 (команда)
Бронзовий призер Азійських ігор: 2002 (індивідуальні)

## Виступи на Олімпіадах
| Олімпіада   | Дисципліна | Місце |
| ----------- | ---------- | ----- |
| Афіни 2004  | особисті   | 6     |
| Афіни 2004  | командні   | 1     |
| Пекін 2008  | особисті   | 9     |
| Пекін 2008  | командні   | 1     |
| Лондон 2012 | командні   | 3     |